# Fångad i en dröm
"Fångad i en dröm" ("Capturado por um sonho") foi a canção escolhida para representar a Suécia no Festival Eurovisão da Canção 1981,cantada em sueco por Björn Skifs. O referido tema tinha letra e música de Björn Skifs e Bengt Palmers e foi orquestrada por Anders Beglund.
Esta foi a segunda vez que Björn Skifs representou o seu país natal, tendo anteriormente participado pela Suécia em 1978 com o tema Det blir alltid värre framåt natten, curiosamente também em 1978 foi também o último intérprete da noite. Skifs como já dissemos foi o último a cantar ( a seguir aos suíços Peter, Sue & Marc e classificou-se em décimo lugar, tendo recebido 50 pontos.